# Apis koschevnikovi
Espèce
Répartition géographique
Apis koschevnikovi est une espèce d'abeilles à miel indigène de la Malaisie et de Bornéo. Günther Enderlein, qui a identifié le premier cette espèce, l'a nommée en l'honneur de l'entomologiste Grigory Aleksandrovich Kozhevnikov, pionnier dans la morphologie des abeilles à miel.